# Menacanthus pici
Menacanthus pici är en insektsart som först beskrevs av Henry Denny 1842.  Menacanthus pici ingår i släktet kamlöss, och familjen spolätare. Arten är reproducerande i Sverige.